# 1974 у відеоіграх

## Події
- Виходить перший випуск журналу Play Meter — першого періодичного видання, присвяченого аркадним автоматам.
- «Kee Games» випускає гру Tank.
- Atari випускає Gran Trak 10, перший автосимулятор.
- Джим Боуері (англ. Jim Bowery) розробив гру Spasim для системи PLATO. Перша версія виходить в березні, друга — в липні.
- Расті Рутерфорд (англ. Rusty Rutherford) розробив гру pedit5 для системи PLATO — першу гру, дія якої відбувається у підземеллі.
- Гері Вайзенхант (англ. Gary Whisenhunt) та Рей Вуд (англ. Ray Wood) розробили dnd для системи PLATO, гру за мотивами рольової гри Dungeons & Dragons. Це була перша гра, в якій з'явився так званий бос — рідкісний та надзвичайно сильний персонаж відеоігор, і, можливо, перша комп'ютерна рольова гра.
- «Magnavox» перевипускає гральну консоль Odyssey в Австралії, Бельгії, Великій Британії, Венесуелі, Греції, Ізраїлі, Італії, СРСР, Франції, ФРН та Швейцарії.
- Кількість копій гри Pong (а також її клонів) перевищило 100 тис. шт. Приблизно 10 тис. з них були створені Atari, розробником оригінальної гри.

## Індустрія
- Namco купує японський підрозділ Atari та формально входить на ринок аркадних відеоігор.
- Atari купує Kee Games і пізніше використовує цю назву як бренд до 1978 року.
- Royal Philips Electronics N.V. купує фірму Magnavox, яка стає Philips Consumer Electronics.
- 25 березня американський підрозділ Service Games змінює назву на Sega.
- H.R. «Pete» Kaufman залишає Ramtek і засновує Exidy.